# Keita Sogabe
Keita Sogabe (født 2. juli 1988) er en japansk fodboldspiller.
Han har spillet for flere forskellige klubber i sin karriere, herunder Vissel Kobe, Vegalta Sendai, Zweigen Kanazawa og SC Sagamihara.